# مارکوس الیوت ویلیامز
مارکوس الیوت ویلیامز (انگلیسی: Marcus Williams؛ زادهٔ ۱۸ نوامبر ۱۹۸۶) بازیکن بسکتبال اهل ایالات متحده آمریکا است.
از باشگاه‌هایی که در آن بازی کرده‌است می‌توان به لس آنجلس کلیپرز و سن آنتونیو اسپرز اشاره کرد.